# Caspar Isenmann
Caspar Isenmann lub Gaspard Isenmann (ur. ok. 1410 w Colmar, zm. po 1484) – malarz i grawer z Alzacji.
Od 1435 roku mieszkał w Grienen Hus w Colmar. Był tam ławnikiem i prawdopodobnie nauczycielem Martina Schongauera i jego brata Ludwika. Wraz z Hansem Hirtzem, Jostem Hallerem i Mistrzem Ołtarza Stauffenbergów był przedstawicielem niemieckiego gotyku międzynarodowego, pozostawiając pod wpływem sztuki Alzacji i całego Górnego Renu. Wraz z Martinem Schongauerem wprowadził nad górny Ren nowy kierunek malarski, rozwijający się pod wpływem Niderlandczyków.